# ShinTsuyo POWER SPLASH
ShinTsuyo POWER SPLASH（しんつよパワースプラッシュ）は、草彅剛と香取慎吾がパーソナリティを務めるbayfmのラジオ番組で、草彅と香取の冠番組である。略称は、パワスプ。
本項目では、前身番組『SMAP POWER SPLASH』（スマップパワースプラッシュ）についても記述する。

## 概要
1995年4月に開始され、2024年4月で放送29周年を迎えた関東地方のミュージシャン番組としては長寿番組の部類に入る。
現在、毎週日曜19時00分 - 19時52分に放送されている。番組終了後にその日の最終であるTRAFFIC UPDATES（交通情報）→WETHER UPDATES（天気情報）→UPDATES（最新ニュース）を放送のため、番組本編は19時52分に終了するが、radikoやbayfmのタイムテーブル上では20時00分までの放送となっている。
複数のコーナーは主にファンからのはがき、メールをもとに番組が進行される。十代前半からのメッセージも多い。

## 沿革
1995年4月に『SMAP POWER SPLASH』として放送開始。1998年10月からタイトルを『SMAP POWER GROOVE』に変更するが、2000年に元のタイトルに戻す。
現在は千葉県を放送対象地域とするbayfm単独での放送だが、1996年頃のごく一時期山梨県のFM FUJI、栃木県のRADIO BERRYでも当時のbayfmと同一のスポンサー（NTT）で放送。これにより放送エリアを関東地方の広範囲と山梨県に広げた。ただし、RADIO BERRYのみ番組名を『SMAP DA SMAP』（スマップ・ダ・スマップ）に差し替えたため、各局向けに制作された部分を除いて出演者は番組名に代わって「このプログラム」と呼んでいた。3局とも実際の放送エリアが重複している上、放送時間が異なっていたため、3局とも受信できる地域（埼玉県東部から千葉県野田市、茨城県取手市付近にかけての地域）では、週に3回放送される特異な状態にあった。
SMAP全活動期後の2017年1月1日をもって番組タイトルは『ShinTsuyo POWER SPLASH』にリニューアル。『ShinTsuyo』とは香取と草彅の2人の事を指しており（Shinは香取、Tsuyoは草彅）、番組改題以前から番組メールアドレスで使用されていた。
ジャニーズ事務所の当時の方針によりradikoによる関東以外からのエリアフリー聴取やタイムフリー聴取、LISMO WAVEでの聴取には対応していなかったが、香取と草彅が同事務所を退所したため2017年10月1日放送分よりradikoのエリアフリー聴取とタイムフリー聴取に対応することになった。なお、LISMO WAVEでは2019年9月のサービス終了まで配信停止状態が続いていた。
2018年4月1日放送より広島建設がスポンサーにつき、『ShinTsuyo POWER SPLASH presented by Hirosima Kensetsu Scenario House（ - プレゼンティッド バイ ひろしまけんせつ セナリオハウス）』として放送。これに伴い、それまで1回しか放送されなかった番組内のコマーシャルも複数回流れ、19時28分頃に放送されていた交通情報も番組終了後の19時54分頃の放送に変更された。なお、広島建設はbayfmの時報スポットも提供しており、月によっては広島建設の時報コマーシャルのあと、当番組が放送される事があった。
なお、広島建設の提供は2020年3月29日をもって終了し、翌週4月5日放送からは再びノンスポンサーで放送しているが、交通情報はそのまま番組終了後の19時52分頃の放送のままである。
2020年4月で当番組は放送25周年となった。

## 主なコーナー
- マンスリーテーマ（略してマンテ）

月替わりのテーマメッセージ。毎週放送される。

- どうでもいい話

送ってくるほどでもない様なメッセージ（独り言など）を紹介する。毎週放送される。
毎年12月の放送で1年間に紹介したメッセージの中から一番どうでもいいと思ったものを決める「どうでもいい大賞」を放送する。大抵は12月のパワーウィーク（聴取率調査期間）に編成されるが、2023年は12月31日に放送された。
- ShinTsuyo Music Selection

香取・草彅が週替わりで選曲した楽曲をかける。毎週放送される。
- 健康つよポン

草彅扮する「健康つよポン」がリスナーからの情報などを交えて健康にいいことを紹介する。
- しんつよ即興ソング

リスナーから送られてきた歌詞をもとに、ギター：草彅、歌：香取による即興ソングを行う。
- フリートーク

### 過去に放送されていたコーナー
- 普通のメール
- スマッシュ ヒューマン劇場
- S30
- ツヨネム
- エロロケ姫
- SMAP NON STOP MIX
- スマスプステーション

世界で起こったさまざまなニュースを細かく伝える。
- しんつよ討論会
- 我らの音楽

『僕らの音楽』（フジテレビ系）のパスティーシュ。
- 音効つよポン
- 日曜芸能ゼミナール
- 新しいベイの窓

2018年4月1日スタート。この日から放送を開始したAbemaTV「7.2 新しい別の窓」と当番組の放送時間が被ることから、毎月第1日曜日は当番組で「新しい別の窓」の一部コーナーの同時ネット（AbemaTVの音声をラジオで放送する形式）を行っている。
当該時間帯の進行役として、毎週日曜日にbayfmでニュース・天気予報・交通情報の進行をしている情報キャスターの小野紫（おのゆかり）が出演しており、当番組の事前収録パートでは香取と草彅が小野のことを「ゆかべぇ」と呼びかけている。2021年4月中旬から6月にかけて小野が日曜日の情報キャスターを休んでいたことから、5月2日と6月6日の回は代役として当日日曜日の情報キャスターを務めていた川田正美が進行役を務め、香取と草彅からは事前収録パート部分で「川ちゃん」と呼びかけていた。
同時ネットの時間中、香取や草彅はこの部分がbayfmでも流れていることを話題にし、ゲスト出演者にbayfmリスナーに向けてコメントを求めることがある。
毎年1月の「新しい別の窓」は1月1日に放送されるため、1月1週目の放送は当コーナーの放送はなく、他の週と同様に通常のコーナーが編成されたが、2023年は1月1日が日曜日だったため当コーナーが編成された。また、2019年5月分も平成最後の日となる4月30日に放送されたことから5月5日も通常のコーナー編成となった。
「新しい別の窓」が2023年6月をもって放送形態を変えることから当コーナーも2023年6月4日をもって終了した。なお、香取、草彅と小野は1度も共演することなくコーナーが終了している。

## 収録場所
基本的にはSTUDIO MARIVEスタジオで収録を行うが、スケジュールの都合上、ドラマの収録現場などで収録を行うこともある。SMAP全活動期には『SMAP×SMAP』の楽屋で収録を行うこともあった。草彅と香取はスタジオでの収録になると、その利点を生かして、曲中に即興の演技を入れたり、一緒に歌ったり、ハモリを入れたりすることがある。
ごくまれにスタジオでの収録が連続することがある。2007年3月25日の放送では、3週連続スタジオでの収録を行ったことを記念して、草彅が生歌を披露した。
2000年頃までは不定期で生放送が行われていたが、21世紀になってからは行われなくなった。2015年4月5日の放送では番組20周年記念の企画で、21世紀初の生放送を行った。その際、コマーシャルとTRAFFIC UPDATESはその日に限り休止となった。
上記同様の番組20周年記念の企画で、2015年10月25日にも生放送が行われている。その際は原宿駅前にある『AmebaFRESH!Studio』から公開生放送を実施した。会場周辺の混乱を防ぐため、公開生放送の告知は当日の放送時間の数時間前に行われ、事前に配られた整理券を持つ者のみが交代制で間近で見学することができた。放送内では生放送の告知は前週より行われていたが、公開生放送の旨は当日の番組冒頭で初めてアナウンスされた。この日もコマーシャルとTRAFFIC UPDATESは休止された。
2017年9月24日の放送では、香取が出演するフジテレビ系列『おじゃMAP!!』のスタッフが入り、同番組で香取と共演する山崎弘也もゲスト出演した。2017年10月4日放送の『おじゃMAP!!』にて、当番組の収録風景の一部が放映された。この時の収録場所は、当番組の制作会社の事務所を使っていた。
2017年11月3日から5日にかけて香取・草彅が生放送を行うAbemaTV『72時間ホンネテレビ』が放送され、11月5日の当番組の放送が『72時間ホンネテレビ』と被るため、番組内で生配信との同時放送が行われた。番組の最中には2人による録音コメントが差し込まれ、生放送進行として有村昆が出演。

## テーマ曲
- ～2016年12月:アラン・ホークショウ「Dave Allen At Large（Irish Gnome）」
- 2017年1月～:オーサカ=モノレール「Chocolate Buttermilk」（クール&ザ・ギャングのカバー）